# دیوید سیدلر
دیوید سیدلر (انگلیسی: David Seidler؛ زادهٔ ۱۹۳۷ - درگذشتهٔ ١۶ مارس ٢٠٢۴) فیلم‌نامه‌نویس اهل ایالات متحده آمریکا بود.
از فیلم‌ها یا مجموعه‌های تلویزیونی که وی در آن‌ها نقش داشته‌است، می‌توان به ثریا اشاره نمود.
وی همچنین برنده جوایزی همچون جایزه اسکار بهترین فیلم‌نامه غیراقتباسی شده‌است.